# Erste Sophienchronik
Die Erste Sophienchronik (russisch Софийская первая летопись) ist eine altrussische Chronik aus dem 15. Jahrhundert. Ihr Name leitete sich von der Sophienkathedrale in Nowgorod ab.

## Inhalt
Die Chronik beschreibt Ereignisse in der Kiewer Rus bis zum Jahr 1418. Sie basiert dabei auf der Nestorchronik aus dem 12. Jahrhundert, enthält aber dazu einige Details aus den ersten Jahrhunderten, die in allen älteren Chroniken nicht enthalten sind (z. B. ausführlichere Darstellung des legendären Herrschers Gostomysl). Diese werden in ähnlicher Form auch in der Vierten Nowgoroder Chronik wiedergegeben, wahrscheinlich auf der Grundlage einer beiden Schreibern vorliegenden modernen Vorlage. Die historische Authentizität dieser zusätzlichen Details ist fraglich, wahrscheinlich wurden diese eingefügt, um eine stärkere ostslawische Eigenständigkeit in der Anfangszeit der Rus zu behaupten, an Stelle der skandinavischen Herkunftstheorien.

## Handschriften
Von der Ersten Sophienchronik sind zwei Versionen erhalten, die erste in zwei Abschriften der 1470er Jahre, die zweite in zehn Abschriften von den 1460/70er Jahren bis in das 18. Jahrhundert.

## Ausgaben
- Б. М. Клосс: Софийская первая летопись старшего извода. (ПСРЛ. Т. VI. Вып.1). М., Языки русской культуры. 2000. 320 с., neueste wissenschaftliche Ausgabe
- ПСРЛ. Т. XXXIX. Софийская первая летопись по списку И. Н. Царского. / Ред. В. И. Буганов, Б. М. Клосс. М., Наука. 1994. 204 с.